# Cirolana nielbrucei
Cirolana nielbrucei är en kräftdjursart som beskrevs av Brusca, Wetzer och France 1995. Cirolana nielbrucei ingår i släktet Cirolana och familjen Cirolanidae. Inga underarter finns listade i Catalogue of Life.